# Systrarna Graaf (TV-serie)
Systrarna Graaf är en svensk realityserie som hade premiär på TV3 och Viafree den 29 oktober 2019. I serien få vi följa de före detta popstjärnorna Magdalena Graaf och Hanna Graaf och deras familjer. Serien inleds med att Hannah efter sin skilsmässa bestämt sig för att lämna Spanien och flytta tillbaka till Sverige.